# Brandon Brooks (cestista)
Brandon Brooks (Irving, 28 giugno 1987) è un ex cestista statunitense, professionista nella NBDL e in Europa.